# Operación Beit ol Moqaddas
La Operación Beit ol-Moqaddas (u Operación Jerusalén) fue una operación militar de Irán, durante la Guerra Irán-Irak, contra las tropas de Irak que ocupaban la ciudad iraní de Jorramchar. Esta operación, completada con las operaciones Camino de Jerusalén y Victoria Innegable, logró expulsar a las tropas iraquíes del sur de Irán. 
Los números de bajas sostenidos por Irán e Irak son desconocidos; pero tal vez como una marcada diferencia de ambos bandos Irán perdió a cientos en una campaña contra unos relativamente insignificante muertos y heridos iraquíes. Irán usó ataques de oleadas humanas de los combatientes Pasdaran (soldados de los Cuerpos de la Guardia Revolucionaria Islámica, CGRI) y de la milicia Basij, lo que más tarde vino a ser común en la guerra desde 1983. Aunque, ellos fueron apoyados en sus ataques con suficiente artillería y apoyo aéreo, los combatientes actuaron conjuntamente con las tropas regulares iraníes, que tenían mucho entrenamiento comparados con los pobremente equipados guardias revolucionarios.

## Antecedentes
El 22 de septiembre de 1980, como parte del deseo de Irak de apoderarse del estuario de Shatt al-Arab (o Arvand Rūd), el presidente iraquí Saddam Hussein declaró la guerra contra Irán y lanzó una invasión terrestre del sur iraní (mediante la Operación Kaman 99) en la frontera de ambos países. Tras sus asombrosas ofensivas, Hussein ordenó “detener” a sus tropas en la línea de frente. Él esperaba que el mundo estuviera contra el destino del pueblo iraní y que lo único concerniente con eso era asegurar dicho estuario; había estado en disputa hasta los Acuerdos de Argel de 1975. Aunque desde la Revolución Islámica de Irán de 1979 Irak decía que era asumirlo por la fuerza y que no era necesario negociarlo con el gobierno revolucionario iraní. 
Contra las fuerzas enemigas los iraníes estaban planeando una serie de operaciones diseñadas para desalojar a los iraquíes del sur de Irán, de las cuales la Operación Camino de Jerusalén era una de ellas.

## La batalla
Los iraníes atacaron, con cerca de 70,000 efectivos liderados por el general Hossein Jarrazi en el área de Ahwaz-Susangerd. Las fuerzas iraquíes en el área retrocedieron y planearon montar la defensa de Jorramchar. Estos lanzaron una contraofensiva el 20 de mayo que fue rechazada por los iraníes. 2 días después el 22 de mayo fue liberada Jorramchar por las tropas de Irán que estaba en manos iraquíes desde los primeros días de la guerra. Los iraníes capturaron a 19,000 prisioneros iraquíes y un substancial equipo militar de estos.    